# 石川県道116号末吉七尾線
石川県道116号末吉七尾線（いしかわけんどう116ごう すえよしななおせん）は、石川県羽咋郡志賀町から七尾市を結ぶ一般県道（石川県道）である。

## 路線概要
- 起点：石川県羽咋郡志賀町末吉前田9番1地先
- 終点：石川県七尾市松百新町31番1地先（＝赤浦踏切口交差点・石川県道1号七尾輪島線交点）

起点から南東に進む。のと里山海道西山ICと交わり、北東へ進路を変える。起点から両側2車線（片側1車線）の道幅は、志賀町安津見を経ると峠越えに入り、両側1.5車線、所々では両側1車線となる。奥山峠で七尾市に入り、七尾市吉田町地内で再び両側2車線（片側1車線）の道に戻る。七尾市西下町の西下交差点付近で数10m石川県道18号氷見田鶴浜線と重複した後、さらに東へ進み、直津町地内でクランクした後、国道249号七尾田鶴浜バイパス直津ICと交わる。さらに、赤浦潟付近を北東に進み、JR七尾線赤浦踏切を渡るとすぐ終点となる。

## 歴史
- 1960年（昭和35年）10月15日：志賀町末吉を起点に認定。
- のちに、堀松交差点への道路が新設され、現在の経路に変更。

## 接続道路
- 国道249号、石川県道3号田鶴浜堀松線、石川県道293号羽咋巌門自転車道線（羽咋郡志賀町堀松・堀松交差点）
- 羽咋広域農道（同町末吉）
- のと里山海道（石川県道60号金沢田鶴浜線）（同町西山・西山IC）
- 石川県道233号羽咋田鶴浜線（同町安津見）
- 石川県道18号氷見田鶴浜線（石川県道46号志賀田鶴浜線と重複）（七尾市西下町・西下交差点）
- 石川県道18号氷見田鶴浜線（石川県道46号志賀田鶴浜線・終点）（同市西下町・西下橋詰）
- 石川県道249号池崎徳田線（同市池崎町）
- 国道249号七尾田鶴浜バイパス（同市直津町・直津IC）
- 石川県道1号七尾輪島線（同市松百町・赤浦踏切口交差点：終点）

## 重複区間
- 石川県道18号氷見田鶴浜線（七尾市西下町・西下交差点 - 同市西下町・西下橋詰）
- 石川県道46号志賀田鶴浜線（上記県道の同区間重複）

## 冬期閉鎖区間
- 羽咋郡志賀町安津見 - 奥山峠 - 七尾市七原町 3.9km
  - 概ね12月中旬から翌年3月下旬まで閉鎖される。なお、大型車は通年通行不可。

## 通過する自治体
- 石川県
  - 羽咋郡志賀町 - 七尾市

## 周辺施設
- 赤浦潟
- 国立病院機構七尾病院
- 七尾市立高階小学校
- 志賀町立加茂小学校
- のと里山海道 西山パーキングエリア
  - 　北鉄奥能登バスの特急バスが同エリアに停車する。
- 西山台ニュータウン
- 羽咋郡市広域圏事務組合 志賀消防署
- 堀松工業団地
- 志賀町立堀松小学校
- 道の駅 ころ柿の里しか
- 志賀町役場